# Supercoppa belga 2024 (pallavolo maschile)
La Supercoppa belga 2024, 28ª edizione della Supercoppa nazionale maschile di pallavolo, si è svolta il 15 settembre 2024: al torneo hanno partecipato due squadre di club belga e la vittoria finale è andata per la prima volta al Menen.

## Formula
La formula ha previsto una gara unica.

## Squadre partecipanti
| Squadra   | Qualificazione                                     |
| --------- | -------------------------------------------------- |
| Menen     | Finalista Coppa del Belgio 2023-24                 |
| Roeselare | Vincitrice Liga A 2023-24/Coppa del Belgio 2023-24 |

## Torneo
| 15 settembre 2024 Sportcentrum Schotte, Aalst Durata: 1h:49 - Spettatori: ? | Roeselare | 1 - 3 | Menen | 27-25, 22-25, 23-25, 18-25 |